# Kyidris media
Kyidris media là một loài kiến thuộc họ Formicidae. Đây là loài đặc hữu của Papua New Guinea.